# Алмохадски калифат
Алмохади или Мухавиди (арап. al-Muwahhidun) су берберска и маварско-шпанска династија (1147—1269), основана у 12. веку. Освојили су целу северну Африку све до Египта и Ал-Андалуз (Маварску Шпанију). Основао их је Ибн Тумарт. Свргли су династију Алморавида.

## Порекло
Династија потиче од Ибн Тумарта, који је био члан берберског племена из подручја планина Атлас. Ибн Тумарт је био син палиоца свећа у џамији. Био је од младости познат по својој побожности. Као младић кренуо је на хаџ у Меку. Није се слагао са другима због смањене побожности. Лутао је до Багдада, где се прикључио шлоли ортодоксног ислама под водством Ал Ашарија. Ибн Тумарт је сам створио своје учење комбинујући учење Ал Ашарија са другим доктринама и са мистицизмом великог учитеља Газалија. Он је на неки начин био против антропоморфизма у муслиманској ортодоксији.

## Династија и јачање
Када се вратио у Мароко имао је 28 година. Започео је са проповедањем. Посебно се окомио на продају вина и других луксузнихх роба, које су биле у супротности са исламским учењима. Био је толико храбар да је напао сестру Алморавидског емира Али Ила зато что није носила вео преко лица. Емир Ил је дозволио да побегне без казне.
Ибн Тумарт је нашао уточиште код свога племена Масмуда на Атласу. Ту је срео једога Бербера из Алжира Абдалмумина, који је био војник и државник високога ранга. Ибн Тумарт је у борби са Алморавидима претрпио пораз. Умро је 1128, али Абдалмумин је тајио његову смрт пуне две године од осталих, све док сам није 1130. успео да успостави своју власт. Отада је Абд ал-Мумин водио успешну борбу против Алморавида. 
Абдалмумин је 1147. заузео Маракеш и успоставио је династију Алмохада. Кордобу је заузео 1148, а Гранаду 1154. Прогасио се калифом и одбацио је врховни суверенитет Абасида. До своје смрти 1163. протегао је власт преко целе северне Африке до Египта, а владао је и Ал-Андалузом (маварском Шпанијом). Наследио га је син Абу Јакуб Јусуф (владао 1163-1184) и Јакуб ал-Мансур (1184—1199). Севиља је 1163. постала главни града Ал-Андалуза.
У почетку су калифи Алмохада протерали многе Јевреје и хришане у Кастиљу, Арагон и Португал. Касније су постали мање фанатични од Алморавида. Калиф Јакуб ал-Мансур је штитио филозофа Авероеса. Јакуб ал-Мансур је добио назив Јакуб ал-Мансур Победник када су Алмохади 1195. победили краља Кастиље Алфонса VIII од Кастиље у бици код Аларкоса. Ипак нису успели да заузму Толедо, јер су хришћанске државе биле довољно добро организоване.

## Слабљење и пад
Наследник ал-Мансура је био Мухамед ал-Насир (1199—1214). У почетку је успешно напредовао према северу, али поражен је био од удружених снага Кастиље, Арагона, Наваре и Португала у бици код Навас де Толоса 1212. Тај велики пораз означава крај превласти Алмохада. Отада су у непрекидном повлачењу. Убрзо губе многе маварске доминионе на Пиринејском полуострву. Хришћани су заузели Кордобу 1236, а Севиљу 1248. Након тога једино је преостала маварска држава Гранада.
Алмохади су охрабривали долазак хришћана чак и у Фес, а након великога пораза у бици код Навас де Толоса 1212. често су улазили у савезе са краљевима Кастиље. У Африци су успевали да успешно потисну гарнизоне, које би повремено успоставили нормански краљеви Сицилије. Алмохади су у Африци губили територије део по део побунама племена и побунама на деловима територија. Највећи непријатељи су им били Мариниди, који су основали следећу мароканску династију. Последњи представник Алмохада био је Идрис Ил, који је држао само Маракеш, где га је 1269. убио роб.

## Култура
У доба Алмохада урађено је мноштво архитектонских ремек дела
- Хиралда, минарет џамије у Севиљи
- почетак градње Алхамбре 1238.
- торањ џамије у Маракешу

Многи велики јеврејски и исламски филозофи су били повезани са овом династијом, а најпознатији су Авероес и Мајмонидес.